# 拜尔舍沙尔德
拜尔舍沙尔德，是匈牙利佐洛州所辖的一个村，总面积9.79平方公里，总人口104，人口密度10.6人/平方公里（2010年1月1日）。